# Acton Trussell
Acton Trussell – wieś w Anglii, w hrabstwie Staffordshire, w dystrykcie South Staffordshire. Leży 6 km na południe od miasta Stafford i 194 km na północny zachód od Londynu.